# 虢国公主
虢国公主（?—?），唐朝公主，是中国唐朝第十代皇帝唐顺宗李诵之女。她的生母不详。初封清源郡主，永贞元年（805年），清源郡主进封阳安公主。嫁给了成德军节度使王士真的儿子王承系。王承系因为兄长继任节度使王承宗不顺朝廷的原因，被流放。唐武宗会昌三年（843年），太和公主回朝，唐武宗命公主迎接，阳安公主不从。二月廿七日，武宗罚阳安公主三百匹绢。阳安公主去世后追封虢国公主。 